# Suzy Cortez
Suzy Cortez (Campinas, 16 de mayo de 1998) es una modelo brasileña, dos veces ganadora del título Miss Bumbum (2015 y 2019).

## Biografía
Suzy Cortés nació el 16 de mayo de 1998 en Campinas, São Paulo, Brasil.
En 2014, fue la "musa" de la selección rusa de fútbol en la Copa Mundial de la FIFA en Brasil, una de las 32 chicas que representan a los países participantes. Según los organizadores de la selección, el rostro de Susie guarda cierto parecido con el de la actriz rusa Ekaterina Guseva.
En noviembre de 2015, se convirtió en dueña del título "Miss Boom Boom", en representación del Distrito Federal.
Filmado para las revistas Playboy México (en agosto de 2016 en la edición dedicada a los Juegos Olímpicos de Río de Janeiro), FHM, GQ Italia, Cosmopolitan e Interviú.
En abril de 2016, el famoso futbolista argentino Lionel Messi, junto con su novia Antonella Roccuzzo, bloquearon el perfil de Instagram de Suzy porque protagonizó una cándida sesión de fotos con su camiseta y le enviaron esta imagen en la red social.
En 2016, protagonizó una sesión de fotos temática dedicada a la Copa Mundial de la FIFA 2018 en Rusia. En octubre de 2016, en una entrevista con un periodista del canal Life, admitió que le gustaría obtener la ciudadanía rusa.
Susie fue invitada a protagonizar la nueva temporada del programa de televisión Celebrity Big Brother.
En septiembre de 2019, ganó el título de Miss Bum Bum por segunda vez.